# Waldstetten (Badenia-Wirtembergia)
Waldstetten – miejscowość i gmina w Niemczech, w kraju związkowym Badenia-Wirtembergia, w rejencji Stuttgart, w regionie Ostwürttemberg, w powiecie Ostalb, wchodzi w skład wspólnoty administracyjnej Schwäbisch Gmünd. Leży na przedpolu Jury Szwabskiej, nad rzeką Lein, ok. 20 km na południowy zachód od Aalen.

## Współpraca
Miejscowości partnerskie:
- Katymár, Węgry
- Malzéville, Francja
- Mengersgereuth-Hämmern, Turyngia